# Рассказ
Расска́з, или нове́лла (итал. novella — новость) — основной жанр малой повествовательной прозы. Автора рассказов принято именовать новеллистом, а совокупность рассказов — новелли́стикой.
Рассказ — меньшая по объёму форма художественной прозы, нежели повесть или роман. Не следует путать новеллу — короткий рассказ, отличающийся стилем изложения, с её английским омонимом novella, являющимся эквивалентом современного понятия повесть.
Рассказ восходит к фольклорным жанрам устного пересказа в виде сказаний или поучительного иносказания и притчи. По сравнению с более развёрнутыми повествовательными формами в рассказах не много действующих лиц и одна сюжетная линия (реже несколько) при характерном наличии какой-то одной проблемы.
Рассказам одного автора свойственна циклизация. В традиционной модели отношений «писатель-читатель» рассказ, как правило, публикуется в периодическом издании; накопленные за определённый период произведения затем издаются отдельной книгой как сборник рассказов.

## Структура
Типичная структура классической новеллы: завязка, кульминация, развязка. Но это лишь классический вариант.
Ещё романтики начала XIX века ценили в новелле неожиданный «соколиный» поворот (т. н. «пуант»), который соответствует в поэтике Аристотеля моменту узнавания или перипетии. В связи с этим Виктор Шкловский отмечал, что описание счастливой взаимной любви не создаёт новеллу, для новеллы необходима любовь с препятствиями: «А любит Б, Б не любит А; когда же Б полюбила А, то А уже не любит Б».

## Рассказ и новелла
Соотношение терминов «рассказ» и «новелла» не получило однозначной трактовки в российском, а ранее советском литературоведении. Большинству языков различие между этими понятиями вообще неизвестно. Б. В. Томашевский называет рассказ специфически русским синонимом международного термина «новелла». Другой представитель школы формализма, Б. М. Эйхенбаум, предлагал разводить эти понятия на том основании, что новелла сюжетна, а рассказ — более психологичен и рефлексивен, ближе к бессюжетному очерку. На остросюжетность новеллы указывал ещё Гёте, считавший её предметом «свершившееся неслыханное событие». При таком толковании новелла и очерк — две противоположные ипостаси рассказа.
На примере творчества О. Генри Эйхенбаум выделял следующие черты новеллы в наиболее чистом, «незамутнённом» виде: краткость, острый сюжет, нейтральный стиль изложения, отсутствие психологизма, неожиданная развязка. Рассказ, в понимании Эйхенбаума, не отличается от новеллы объёмом, но отличается структурой: персонажам или событиям даются развёрнутые психологические характеристики, на первый план выступает изобразительно-словесная фактура.
Разграничение новеллы и рассказа, предложенное Эйхенбаумом, получило в советском литературоведении определённую, хотя и не всеобщую поддержку. Авторов рассказов по-прежнему называют новеллистами, а «совокупность малых по объёму эпических жанров» — новеллистикой. Различение терминов, неизвестное зарубежному литературоведению, кроме того, теряет смысл применительно к экспериментальной прозе XX века (например, к короткой прозе Гертруды Стайн или Сэмюэла Беккета).

## Рассказ/новелла и повесть/роман
До середины XIX века понятия рассказа и повести в России толком не различались. Любая малая повествовательная форма именовалась повестью, любая крупная форма — романом. Позднее возобладало представление, что повесть отличается от рассказа тем, что в ней сюжет сосредотачивается не на одном центральном событии, а на целом ряде событий, охватывающих значительнейшую часть жизни героя, а часто и нескольких героев. Повесть более спокойна и нетороплива, чем рассказ или новелла.
Принято считать, что отдельной новелле в целом не свойственны богатство художественных красок, изобилие интриг и переплетений в событиях — в отличие от повести или романа, которые могут описывать множество конфликтов и широкий круг разнообразных проблем и действий. В то же время Х. Л. Борхес указывал, что после новеллистической революции рубежа XIX и XX вв. рассказ в состоянии передать всё то же, что роман, при этом не требует от читателя избыточных затрат времени и внимания.
Для Эдгара По новелла — это вымышленная история, которая может быть прочитана за один присест; для Герберта Уэллса — менее чем за час. Тем не менее разграничение рассказа и иных «малых форм» от романа по критерию объёма в значительной степени условно. Так, к примеру, «Один день Ивана Денисовича» принято определять как рассказ (день из жизни одного героя), хотя по протяжённости этот текст ближе к повести. Налицо и другие признаки романа: множество второстепенных персонажей и масштабность рассматриваемой проблемы. И напротив, небольшие по объёму произведения Рене Шатобриана или Паоло Коэльо с любовными переплетениями и интригами считаются романами.
Некоторые рассказы А. П. Чехова при малом объёме представляют собой своеобразные мини-романы. Например, в хрестоматийном рассказе «Ионыч» автор «сумел без потерь сгустить грандиозный объём всей человеческой жизни, во всей её трагикомической полноте на 18 страницах текста». В плане сжатия материала едва ли не дальше всех классиков продвинулся Лев Толстой: в коротком рассказе «Алёша Горшок» целая человеческая жизнь рассказана всего на нескольких страницах.

## Историяновеллистики
Фольклорные сказания, зачастую дидактического свойства, хорошо известны по материалам литературы Средневековья. Народные сказания с волшебным (магическим) элементом — сказки — при письменном закреплении подвергались циклизации. Так возникали сложно структурированные сборники сказаний, где замысловато переплетены бытовое и волшебное: «Панчатантра», «Океан сказаний», «Синдбадова книга», «Тысяча и одна ночь», «Хезар-Эфсан» и т. п.
Многие сюжеты Средневековья — «бродячие»: на протяжении веков они кочевали из страны в страну. Так, индийская «Книга о семи мудрецах» пересекла весь арабский мир и, попав в Европу, приняла форму «Романа о семи римских мудрецах». Авторские сборники — будь то макамы Аль-Харири, кастильская «Книга примеров графа Луканора» или «Кентерберийские рассказы» Чосера — неизменно строились по принципу обрамленной повести.

### Ренессансная новелла
В то время, когда в Европе бушевала чёрная смерть (ок. 1353 года), в Италии появилась книга Джованни Боккаччо «Декамерон». Обрамление этого сборника следующее: несколько человек, спасаясь от чумы за городом, рассказывают друг другу новеллы. Сам термин позаимствован из популярного сборника «Новеллино» («Сто древних новелл», конец XIII века) и пришёл из окситанского языка, где словом nova («новый») обозначался рассказ, представлявший собой новую обработку старого фабулистического материала. Источником для ста новелл Боккаччо, помимо «Новеллино», служили также фаблио, истории, вкрапленные в «Диалог о папе Григории», агиографические апологии отцов церкви, басни, народные сказки. 
Боккаччо (1313—1375) создал классический тип итальянской новеллы, получивший развитие у Франко Саккетти («Триста новелл»), Мазуччо («Новеллино») и других многочисленных последователей в самой Италии и в других странах. Весьма старые сюжеты были переосмыслены как истории из повседневной жизни ренессансной Италии, совершенно светские по духу, и постепенно очищены от налёта морализаторства, свойственного старинным латинским exempla («примерам»). У Боккаччо мораль вытекала из новеллы не логически, а психологически и часто являлась только поводом и приёмом; новеллы же его последователей и вовсе демонстрировали относительность моральных критериев.
Новелла в духе Боккаччо (по терминологии Е. Мелетинского, «ситуативная предновелла») становится господствующим течением художественной прозы в романской Европе эпохи Возрождения. Во Франции под влиянием перевода «Декамерона» около 1462 года появился сборник «Сто новых новелл», а Маргарита Наваррская по образцу «Декамерона» составила из 72 новелл «Гептамерон» (1559). Завершают развитие жанра коллекция из 214 новелл Маттео Банделло (откуда черпал сюжеты своих комедий Шекспир), «Приятные ночи» Страпаролы (1550-55), выдержавшие, несмотря на запреты церковных властей, не менее полусотни изданий, и «Назидательные новеллы» испанца Сервантеса, которые могут рассматриваться как пролог к развитию романа Нового времени.

### Упадок новеллистики в XVII—XVIII вв.
В эпоху барокко и особенно классицизма фривольный жанр новеллы, уже давно преследуемый церковью за безнравственность, постепенно отмирает. Ему не нашлось места в жёстко регламентированном жанровом пантеоне классицизма, восходящем к античности. На смену новелле в качестве наиболее востребованного жанра художественной прозы во многих странах Европы приходит динамичный и увлекательный плутовской роман. Авторы ранних пикареск свободно пользовались сокровищами фабулистики, накопленными в новеллистических сборниках за годы Возрождения. Существует мнение, что на первом этапе развития роман представлял собой цепочку рассказов. Во всяком случае, именно таким образом построен древнейший роман «Золотой осёл». 
В 1704 г. француз Антуан Галлан публикует первый в Европе перевод арабского сборника «Тысяча и одна ночь». Он быстро распространился по странам Европы, породив множество подражаний. Вслед за «Сказкой сказок» Дж. Базиле (1634) последовали знаменитые «Сказки матушки Гусыни» (1697) и многие другие сборники волшебных сказок в разных уголках Европы. Мыслители эпохи Просвещения во главе с Вольтером и Дидро использовали моду на сказочные и фантастические сюжеты для разработки жанра притчеобразной философской повести, примером которой может служить «Микромегас» Вольтера (1752). К середине XVIII века эти произведения дидактической направленности начинают господствовать на ниве «малоформатной» прозы.
Не осталась в стороне от моды на сказки и Россия. В 1766-68 гг. М. Д. Чулков публикует книгу «Пересмешник, или Словенские сказки», за которой последовали «Словенские древности, или Приключения словенских князей» М. И. Попова (1770-71) и «Русские сказки о славных богатырях» В. А. Левшина (1780-83). В этих эклектичных по своей природе сборниках позволительно видеть завязь русской новеллистической традиции. В те же годы повести во французском духе писали М. И. Верёвкин («Небылица»), М. И. Пракудин («Валерия»), Н. Ф. Эмин («Игра судьбы»), А. П. Бенитцкий («Бедуин») — авторы не самостоятельные и довольно быстро забытые. На рубеже XVIII и XIX вв. входят в моду «душещипательные» повести в духе сентиментализма («Бедная Лиза» Н. М. Карамзина, «Марьина роща» В. А. Жуковского).

### Развитие очерка
В Англии начала XVIII века появляются журналы и журналистика. На страницах первых журналов «Болтун» и «Наблюдатель» их издатели Дж. Аддисон и Р. Стил публиковали нравоучительные очерки, в которых стремились отобразить типичные черты современников, разоблачить общественные пороки. Жанр очерка отмечает границу публицистики и фабулистики, предваряет последовавшее в XIX веке возрождение новеллистической литературы.
С распространением журнального дела за пределы Англии расширяется и география очерка. Классические образцы жанра принадлежат американским писателям В. Ирвингу («Солидный господин») и Н. Готорну («Уэйкфилд»). В Англии 1820-х гг. распространилась мода на бытовые зарисовки того или иного региона («Наша деревня» Мэри Митфорд, «Ирландские истории» Уолтера Карлтона), в 1830-е — на сатирические этюды столичной жизни («Очерки Боза» Диккенса, «Книга снобов» и «Записки Желтоплюша» Теккерея).
В России становление жанра физиологического очерка связано с деятельностью «натуральной школы» 1840-х гг.: примеры — «Кавказец» (М. Лермонтов), «Петербургский дворник» (В. Даль), «Петербургские шарманщики» (Д. Григорович), путевые очерки В. Соллогуба «Тарантас». На стыке очерка и новеллы возникают такие незаурядные произведения, как «Невский проспект» Гоголя и тургеневские «Записки охотника». Со временем очерки постепенно теряют связь с периодическими изданиями и начинают выходить самостоятельными книгами.

### Новелла Нового времени

#### Германия
Современный тип новеллы появился в Германии эпохи романтизма и в первые годы XIX века был теоретически обоснован Шлегелем и Шлейермахером. Жанровая специфика короткой прозы обсуждается, к примеру, персонажами рамочного повествования в «Беседах немецких эмигрантов» Гёте. Теоретики того времени сходились на том, что новелла немыслима без «сюрприза», то есть пуанта. Как следствие, на протяжении нескольких десятилетий новелла имела репутацию специфически немецкого жанра; ещё Эдгару По в «Гротесках и арабесках» (1842) приходилось открещиваться от упрёков в «тевтонизме». 
Йенским романтикам были хорошо известны «Народные сказки немцев», изданные в 1782-86 гг. местным профессором И. К. Музеусом. Этот сборник послужил одним из источников сюжетов для ранней немецкой новеллы. В противовес народной сказке Гёте разработал жанр художественной сказки для взрослых (Erzählung). В сборнике «Беседы немецких эмигрантов» (1795) он переработал в дидактическом духе ряд известных сюжетов, в том числе заимствованных из мемуаров Бассомпьера. С прозой «малого формата» экспериментировал и его друг Шиллер («Преступник из-за потерянной чести», 1786).
Морализаторская установка гётевской новеллы сближает её с просветительской философской повестью. Решающий вклад в создание собственно романтической новеллы внёс Людвиг Тик (1773—1853). Эталоном нового жанра принято считать его псевдо-сказку «Белокурый Экберт» (1797). В отличие от Гёте, мораль истории явно не выражена, традиционное сказочное повествование мутирует в «страшный» рассказ на запретные темы, семейная идиллия оказывается иллюзорной, всех героев ждёт крах надежд и, вероятно, гибель. Тик уделяет большое внимание описанию состояний природы, которые исподволь отражают эмоции главных героев.

После Тика наиболее плодовитым и влиятельным автором «сказок для взрослых» считается Э. Т. А. Гофман («Песочный человек», 1817; «Мадемуазель де Скюдери», 1819), разрабатывавший «мотив фантастической компенсации чистого, наивно-чудаковатого героя». В жанре фантастической новеллы с успехом работали также Г. фон Клейст («Локарнская нищенка», 1811), Ф. де ла Мотт Фуке («Ундина», 1811), А. фон Шамиссо («Петер Шлемиль», 1814), Й. фон Эйхендорф («Мраморная статуя», 1817) и другие. 
Документальность изображаемых событий характеризует новеллистику Арнима и особенно Клейста. Элементы сверхъестественного и прочие рудименты сказки отставлены. Лирически-живописному началу тиковской новеллы Клейст (1777—1811) противопоставляет начало драматическое, катастрофические события сгущаются и доводятся до крайнего эмоционального напряжения. В новеллах «Землетрясение в Чили» (1806) и «Маркиза д’О» (1808) на первый план выступают темы трагического рока, иррациональности устройства мироздания, всевластия совпадения и случая.
Подобно Тику, Клейст начинает свои рассказы in medias res (со средней точки, близкой по времени к кульминации), потом вкратце излагает предысторию событий (т. н. аналитическая композиция), после чего разворачивает события в счастливом направлении, а затем обратно к несчастью. Благодаря двойному повороту новелла Клейста, как правило, распадается на три части; основная сюжетная линия нередко осложняется параллельными.
Как и в старину, новеллы начала XIX века было принято соединять в книги с обрамлением. Примерами могут служить 3-томный «Фантазус» Тика (1812-17) и 4-томные «Серапионовы братья» Гофмана (1819-21). В «Беседах немецких эмигрантов» и «Зимнем саде» Арнима по традиции, идущей от «Декамерона», фабулистика представлена как бегство рассказчиков от природных и социальных катаклизмов в мир вольного вымысла.

#### Франция
После смерти Гофмана в 1822 году новелла уходит с авансцены немецкой литературы; одновременно с тем начинается её бурное развитие в США и во Франции. Творчество французских последователей Гофмана принято обозначать термином fantastique («фантастика»), что подчёркивает нарочитое презрение авторов к эстетике реализма. У Теофиля Готье («Кофейник», 1831) неправдоподобие описываемых событий зачастую оттенено ироническим тоном автора, у Нодье и Нерваля — вторжением в повествование поэтической (лирической, элегической) стихии. Последовательное стирание границ между сном и явью приводит в случае с Нодье и Нервалем к «деновеллизации». Готье также настаивает на том, что сон — это вторая жизнь, причём его фантастика обращена в прошлое и насквозь эстетизирована (её вмещают ковры, портреты и антиквариат).
Наибольшее развитие во Франции получила психологическая новелла клейстовского типа — сухая, строгая, подчёркнуто сдержанная хроника драматических страстей, которые бурлят в душах горячих южан («Маттео Фальконе» П. Мериме, «Ванина Ванини» Стендаля, оба 1829), служителей муз («Неведомый шедевр» О. Бальзака, 1832), светских молодых людей («Этрусская ваза» Мериме, 1830), разочарованных в жизни офицеров («Красная печать» А. де Виньи, 1833). Для обозначения нового жанра вернулся в обиход старинный термин «новелла», напоминавший о ренессансной традиции. Наиболее последовательно работал с малой формой Проспер Мериме (1803-70), почти всё творчество которого состоит из новелл. Его влечёт диковатая естественность нравов цыган и других экзотических народов, завораживают роковые ошибки, которые имеют свойство разъясняться слишком поздно. Действие, как правило, разворачивается стремительно; один сюжет нередко прикрывает другой.

#### Россия
Русская романтическая новеллистика родилась почти в одно время с французской. Основные направления в развитии русской новеллы представлены в пушкинских «Повестях Белкина» (1830).
В жанре готической новеллы (иногда святочной) выступали В. Панаев («Приключение в маскараде», 1820), А. Марлинский («Кровь за кровь», 1825; «Страшное гадание», 1832), А. Шаховской («Нечаянная свадьба», 1834). Подобно другим странам, в России имелись свои «гофманисты» (А. Погорельский, В. Одоевский, Н. Полевой). Для любимого Гофманом поджанра былички характерен топос испытания героя нечистой силой: примеры — «Уединённый домик на Васильевском» В. Титова (1829), «Нежданные гости» М. Загоскина (1834), «Орлахская крестьянка» В. Одоевского (1836), «Странный бал» В. Олина (1838). Гофмановское влияние разлито по многим произведениям Н. В. Гоголя («Страшная месть», «Вий»,  «Портрет», «Нос») и раннего Достоевского («Двойник», «Хозяйка»).
По определению Д. Мирского, повести Пушкина («Выстрел», «Пиковая дама», «Мы проводили вечер на даче») представляют собой «шедевры сжатости», облечённые в «безукоризненную классическую форму, такую экономную и сжатую в своей благородной наготе, что даже Проспер Мериме, самый изощрённо-экономный из французских писателей, не решился перевести её точно и приделал к своему французскому переводу всякие украшения и пояснения». К традиции трёхчастной новеллы Клейста-Мериме примыкают также "Фаталист" М. Ю. Лермонтова (1839) и «Именины» Н. Ф. Павлова (1835). Среди публики попроще спросом пользовались и пародии на новеллу ужасов, и анекдотические истории, основанные на ситуации неузнавания («водевиль с переодеванием»).

### Ранняя американская новеллистика
На исходе XIX века Брет Гарт провозгласил рассказ «национальным жанром американской литературы». Историю американской новеллистики принято отсчитывать с издания в 1819-20 гг. «Книги эскизов» В. Ирвинга. Помимо очерков и зарисовок, в этот том вошли «псевдотевтонские» сказки для взрослых (англ. tales) — «Сонная Лощина» и «Рип ван Винкль». Отпечаток влияния Гофмана и Тика лежит также на ранних рассказах младших современников Ирвинга — Н. Готорна («Молодой Браун», «Родимое пятно», «Дочь Рапачини») и Э. По («Метценгерштейн»). 
Натаниэль Готорн (1804-64) и Эдгар По (1809-49) вошли в историю новеллистики как выдающиеся новаторы. Путём бесшовного сращения сказания и очерка Готорн создал аналог «веверлеевских» романов В. Скотта — поджанр исторического рассказа («Мой родственник майор Молино», 1831; «Похороны Роджера Малвина», 1832). За необычайными событиями новеллы у Готорна нередко проступает моральная притча. Интериоризация сюжета свойственна и произведениям Эдгара По: из сферы чистой фантастики «удивительное» перемещается в область психических феноменов. Излюбленные мотивы его новеллистики — двойничество («Вильям Вильсон»), погребение заживо («Падение дома Ашеров»), оживление мертвецов и переселение душ («Лигейя»), совмещение хронотопов («Повесть крутых гор»). Ему также принадлежит заслуга разработки новых жанровых подвидов — новеллы авантюрной («Золотой жук») и детективной (рассказы о сыщике Дюпене).
Именно в рецензии на книгу рассказов Готорна (1847) По впервые сформулировал законы новеллистического мастерства. Для романтической эстетики По характерна установка на достижение максимального эмоционально-психологического эффекта: этой цели, по его мнению, должно быть подчинено в рассказе всё до последнего слова. Стараясь добиться максимальной компрессии, Готорн и По привили новелле символизм, причём не только цветовой («Маска Красной смерти» По, 1842), но и предметный: символическое осмысление той или иной детали как средство сгущенного выражения главной мысли («Чёрная вуаль священника» — символ тайного греха в одноимённой новелле Готорна, 1836).

### Новеллистика середины XIX века
Художественные открытия американских новеллистов прошли мимо европейской литературы середины XIX века. Эта эпоха известна как золотой век психологического романа. Соответственно, малая повествовательная форма воспринималась всего лишь как трамплин для начинающего романиста. Уже состоявшиеся писатели зачастую рассматривали новеллу не как самодостаточную литературную форму, а как «довесок» (послесловие) к уже написанному роману или как своего рода художественную лабораторию. Наиболее заметное место новеллистика занимает в наследии таких классиков реалистического романа, как Бальзак, И. С. Тургенев, Г. Джеймс, Т. Харди. Большим художественным своеобразием отмечены народные рассказы Льва Толстого («Кавказский пленник»), особенно в формате притчи («Много ли человеку земли нужно»).

Наиболее очевидной темой для реалистического рассказа считался анекдот, то есть незначительное комическое происшествие («Коляска» Гоголя, «Чужая жена и муж под кроватью» Достоевского). Другой функцией короткой реалистической прозы виделось описание нравов и особенностей того или иного региона. Среди новеллистов середины XIX века немало представителей периферийных в литературном отношении территорий: А. Доде во Франции («Письма с моей мельницы»), Брет Гарт и Марк Твен в США, Т. Шторм, Г. Келлер и К. Ф. Мейер в немецкоязычном мире. В калифорнийских рассказах Гарта внимание смещено с новеллистического события на реакцию персонажей, которая нередко трактуется как нравственный подвиг. Многие из рассказов Шторма — своего рода конспект романа, история целой жизни, спрессованная в цепочку драматических ситуаций. Келлера занимал контраст между прозой жизни и высоким, прекрасным, поэтическим. Мейер — специалист по историческим этюдам в традиции Клейста — обрисовывал ситуации неразрешимого конфликта, единственным выходом из которых становится смерть. 
Предпочтение малому формату (рассказ, повесть) отдавалось и в тех случаях, когда «серьёзный» романист по каким-то причинам считал необходимым ввести в повествование элемент мистики («Призраки» Тургенева). Сверхъестественное при этом могло трактоваться как абстракция или условность, способствующая более глубокому раскрытию реальности («Шинель» Гоголя, мистические новеллы Бальзака). Даже во время триумфа позитивизма допустимой считалась мистика в святочных рассказах, которые публиковались раз в год на Рождество. Подобные рассказы регулярно сочиняли такие убеждённые реалисты, как Ч. Диккенс и Н. С. Лесков.
Под влиянием структуры передовых романов усложняется нарративная техника новеллистов. Ещё в эпоху романтизма получают распространение «импрессионистические» рассказы, где мистические элементы исподволь рационализируются как искажение действительности расстроенным сознанием протагониста («Молодой Браун», «Сердце-обличитель», «Пиковая дама»). Со временем всё большее значение приобретает фигура ненадёжного рассказчика. Например, для позднего Мериме сознание рассказчика служит скептическим фильтром, обеспечивающим необходимое расстояние от описываемых необычайных либо сверхъестественных событий («Кармен», 1845). Можно вести речь о своеобразной романизации новеллистики.
Наконец, в форму новеллы облекаются запоздалые проявления френетического романтизма, к середине века окончательно вытесненные на периферию литературного процесса, — повести о вампирах и вурдалаках («Упырь» А. К. Толстого, «Локис» Мериме), английские готические рассказы о пришельцах с того света («Кармилла» Ле Фаню), гофманианский спиритуализм Теофиля Готье и т. д. Публикация в 1874 г. сборника «френетических» рассказов Барбе д’Оревильи «Дьяволицы» обернулась скандалом и изъятием книги из магазинов.

### Новеллистика конца XIX века
Пренебрежительное отношение к «малой» форме, господствовавшее в середине XIX века, сформировало ситуацию, когда только публикация романов могла обеспечить писателю материальное благосостояние. Отсутствие широкого общественного запроса на новеллистику существенно ограничивало её распространение даже в таких передовых странах, как викторианская Англия. В 1880-е годы ситуация начинает меняться: популярные газеты охотно печатают небольшие рассказы, а новеллистика выходит на передовые рубежи литературного процесса.
Примерно в те же годы национальные литературы Европы вступают в полосу натурализма. Представления о предопределённости человеческой судьбы социальными обстоятельствами придавали «прогрессивной» новеллистике того времени мрачный колорит. Короткая проза тяготеет к зарисовкам из жизни той или иной социальной группы («протоколизм», «фотографизм», возрождение интереса к очерку). В России конца XIX века не избежали натуралистических влияний такие авторы, как В. Гаршин («Четыре дня»), М. Горький («Двадцать шесть и одна»), А. Куприн («Листригоны»), позднее И. Бабель («Конармия»).
В дальнейшем натурализм нередко перерождается в экспрессионизм, для которого свойственны смакование патологических состояний, болезненных видений, иррационального поведения, отказ от всякого психологизма («Красный цветок» Гаршина, 1883; «Стрелочник Тиль» Гауптмана, 1888; «Убийство одуванчика» Дёблина, 1904; «Жертва» Ремизова, 1909). Вместе с тем на последние десятилетия XIX века приходятся новеллистические реформы Мопассана и Чехова, которые совершенно изменили облик жанра.

#### Новеллистическая реформа Мопассана
Ги де Мопассан (1850—1893) — один из немногих литераторов своего времени, для которых новеллистика стала основным источником дохода. В отдельные годы он публиковал более шести десятков новых рассказов. «Такого богатства наблюдений, жизненных характеров, социальных типов, психологической глубины французская новелла до Мопассана не знала; одновременно она приобрела и огромную жанровую ёмкость, вместив сатиру и лиризм, философскую настроенность и психологический анализ, юмор и сдержанную патетику», — пишет З. М. Потапова.
Мопассан получил известность жанровыми сценками, подчас не лишёнными известного натурализма. Он строго выдерживает объективность тона и под влиянием своего наставника Флобера практически устраняет из рассказа фигуру автора. Всё необычайное вырастает у Мопассана из жестокой прозы повседневности, причём художественный эффект порождает именно «контраст между обыденностью причин и исключительностью следствий». Пуант состоит в моменте узнавания, который представляет в новом свете обыденную и, как правило, унылую жизнь обывателей. При всём своём разнообразии новеллистика Мопассана тяготеет к нескольким базовым структурам:
- рассказ с неожиданной концовкой в последнем абзаце, заставляющей заново переосмыслить весь сюжет («Ожерелье»)
- рассказ ретроспективной композиции, где развязка предварена уже в самом начале («Волк»);
- рассказ контраста, основанный на контрапункте нескольких смысловых линий («Драгоценности»).

Наибольшей популярностью у читателей пользовались новеллы первой группы. В русской литературе примером может служить «Штабс-капитан Рыбников» А. И. Куприна (1906). Целая когорта «мопассанистов» в разных странах специализировалась на шокирующих читателя концовках. Механистичность и предсказуемость такой организации рассказа сделала их произведения излюбленной мишенью литературной критики. Среди специалистов по неожиданным концовкам наибольший вклад в новеллистику внесли трое:
- О. Генри — американский писатель, которому удалось оживить американскую новеллистику после нескольких десятилетий застоя. В основе его фабулистики с анекдотической «изюминкой» лежат, как правило, комические парадоксы, иногда они трактуются и в минорном ключе[37]. О. Генри предпочитал новеллу с двойным поворотом, когда по ходу повествования за первым пуантом (ложным) следует второй, к которому читатель оказывается не подготовлен[37].
- Амброз Бирс — наследник традиций американской романтической новеллы — также любил обескуражить читателя, застав его врасплох неожиданной концовкой[60]. Он усовершенствовал этот приём и обогатил новеллистику конструкцией мистического рассказа с ложным продолжением («Случай на мосту через Совиный ручей», 1890), которая была адаптирована для своих целей модернистами XX века[61].
- Сомерсет Моэм сосредоточился на остроумных, занимательных анекдотах с реальной подоплёкой, которые были рассчитаны на интерес самых широких читательских масс. Один из первопроходцев шпионского жанра. «Английским Мопассаном» его стали называть ещё в 1920-е годы[62].

Новелла контраста, построенная на контрапункте нескольких тематических и ритмических рядов, получила развитие у позднего Толстого («После бала», «Ягоды») и в творчестве И. А. Бунина («Господин из Сан-Франциско», «Чистый понедельник»).

#### Новеллистическая реформа Чехова
В рассказах А. П. Чехова (1860—1904) событийность, столь значимая для Мопассана, притушёвана. Автор гасит выделенность события из полного случайностей жизненного потока. Обстоятельства жизни героев неподвижны, а их переживания, наоборот, — чрезмерно подвижны, «смазаны». Произведение часто строится вокруг мелкого происшествия, которое неожиданно и, как правило, на короткий срок позволяет героям взглянуть на собственную жизнь со стороны. Единственным источником конфликта нередко оказываются парадоксальные несовпадения чувств персонажей («Ионыч», «Новая дача»).
Отказ от фабульной основы превращает рассказ Чехова в «анти-новеллу». В соответствии с этим переосмыслен и весь строй художественных средств. Семантика в прозе Чехова предельно сгущена, экспозиция зачастую опущена, часть содержания вынесена в подтекст. На концентрацию содержания работает тонко подобранная деталь, которая за счёт повторения иногда воспринимается как лейтмотив или символ. Ритм смены эпизодов позволяет управлять течением художественного времени. Тонко разработанные звуковые фоны усиливают импрессионистический эффект.
В мини-романах («Ионыч», «Душечка», «Человек в футляре») Чеховым спрессована на дюжине страниц целая человеческая жизнь. Особенно привлекает его миг, когда перед героями открывается возможность новой жизни («Случай из практики»). Вместо традиционной для новеллы развязки — незавершённость, недоговорённость, открытый финал («Дама с собачкой», «Невеста»), подчёркивающий непрекращающееся течение жизни. В некоторых рассказах («Архиерей») проскальзывают нотки абсурдизма.
На общее тяготение к психологизации новеллистического дискурса указывает распространение в конце XIX века новеллы-монолога, напоминающей поток сознания. Интериоризация пуанта прослеживается и в новеллистических опытах молодого Джойса, составивших сборник «Дублинцы» (1905, опубл. 1914). Для Джойса драгоценно мгновение «епифании» — краткого душевного прозрения персонажа, задавленного бытом. Как и у Чехова, прозрение не оборачивается переосмыслением всей жизни: джойсовские обыватели, как правило, испытывают духовный паралич; они заперты в капкане провинциальной безысходности.
После Чехова и Джойса содержание рассказа смещается с действия на его многообразное преломление в сознании героев.
Один из первых и наиболее ранних опытов рецепции чеховского наследия на Западе представляет собой новеллистическое творчество Кэтрин Мэнсфилд (1888—1923). Чеховская поэтика присуща и рассказам В. С. Притчетта (1900-97), который видел основную беду современников в отсутствии терпимости и взаимопонимания. Притчетт любил в чеховском ключе описывать повседневную жизнь небогатых англичан, иронически раскрывая через речь и мелкие детали классовую ограниченность и скрытые мотивы центрального персонажа.
Начиная со времени хрущёвской оттепели в советской новеллистике получило развитие восходящее к Чехову противопоставление пошлого мира обывателей и натур, воспринимающих мир более чутко, ещё не утративших дар самобытно мыслить и чувствовать: «Дамский мастер» И. Грековой, «День без вранья» В. Токаревой, «Голубиная гибель» Ю. Трифонова, «Милая Шура» Т. Толстой и т. д. Богато детализированная, расцвеченная эпитетами лирическая проза Юрия Казакова (1927-82) воспринималась современниками как продолжение иной традиции — бунинской, с характерным для неё ощущением быстротечности жизни.

#### Золотой век английского рассказа
Англичане распробовали новеллу позже читателей во многих других странах. Из популярных журналов викторианской эпохи короткую прозу публиковал главным образом «Блеквуд», причём все поступавшие в редакцию рассказы распределялись на три раздела: «сатира и юмор», «легенды и сказания», «мистика и привидения». Новеллистика долгое время рассматривалась главным образом как лёгкое чтиво, хотя три дюжины бытописательных рассказов вышли из-под пера «серьёзных» романистов А. Троллопа и Т. Харди.
На рубеже 1880-х и 1890-х в Англии расцветают журналы наподобие «Стренда», поставлявшие массовому читателю вымышленные истории, зачастую эскапистского свойства. Это создаёт почву для расцвета английского жанрового рассказа «для мальчиков», который продолжился и в эдвардианский период. Мощное творческое воображение таких неоромантиков, как Р. Л. Стивенсон, Р. Киплинг и Г. Уэллс, позволило обогатить сразу несколько поджанров новеллистики:
- детективный рассказ (Стивенсон, Конан Дойль), в том числе с психопатологической («Поцелуй фей» Киплинга) и философской подоплёкой (рассказы Г. К. Честертона об отце Брауне);
- научно-фантастический рассказ («Звезда», «Бездна», «Похищенная бацилла» и многие другие рассказы Уэллса, «Беспроводное» Киплинга);
- рассказ ужасов[66] («Похититель трупов» Стивенсона, «Клеймо зверя» Киплинга, «Красная комната» Уэллса, «Граф Магнус» М. Р. Джеймса, «Обезьянья лапка» У. У. Джекобса, «Свистящая комната» У. Ходжсона, «Средни Ваштар» Саки);
- мистический рассказ («История Платтнера» и «Украденное тело» Уэллса, «Самая удивительная повесть в мире» и «Рикша-призрак» Киплинга, «Вредоносные руны» М. Р. Джеймса, рассказы Ходжсона об оккультном детективе Карнацком);
- колониальный рассказ об отношениях европейцев с туземцами (индийские сборники Киплинга, морские рассказы и повести Дж. Конрада и Ходжсона, «Вечерние беседы на острове» Стивенсона, «Джимми — пучеглазый бог» и «Бог Динамо» Уэллса);
- приключенческие рассказы (о принце Флоризеле, капитане Шарки, бригадире Жераре и т. д.);
- притча, парабола, аллегория («Страна слепых» и «Дверь в стене» Уэллса, «Садовник» Киплинга);
- юмореска («Правда о Пайкрофте» и «Страусы с молотка» Уэллса, многие рассказы Саки);
- рассказ о животных («Книга джунглей» и «Сказки просто так» Киплинга[67]);
- школьный рассказ («Сталки и компания» Киплинга);
- шпионский рассказ, зародившийся в годы Первой мировой войны («Его последний поклон» Конан Дойля, рассказы Моэма об агенте Эшендене, позднее рассказы Г. Грина с заострённой моральной проблематикой и налётом чёрного юмора).

Редьярд Киплинг (1865—1936) признавался, что пишет в расчёте на три-четыре категории читателей, в зависимости от возраста и опыта способных проникать глубже и глубже в содержание рассказа. Например, фабула его новеллы «Садовник» в зависимости от внимательности читателя к деталям и подтексту может быть понята как: 1) рассказ о матери, которая потеряла сына на войне; 2) рассказ о чопорной дворянке, которая вынуждена подстраиваться под общественное мнение в глубинке; 3) рассказ о новоявленной Магдалине, сожалеющей по поводу всего, что она не додала своему тайному ребёнку; 4) рассказ о милости Христа к грешникам.
Подобная многоплановость фабулы характерна и для некоторых новелл Уэллса. К примеру, его «клинические случаи» помешательства («Бабочка», «Колдун из племени порро») в равной степени допускают два прочтения — рациональное и мистическое. С многослойной фабулой впоследствии экспериментировали В. Набоков, Х. Л. Борхес, Х. Кортасар — известные почитатели творчества Уэллса и Киплинга, выросшие на их произведениях. Организующая сила фабулы приключенческих рассказов виделась противоядием от бесформенности, к которой вела чеховская/джойсовская линия интеориоризации новеллистического дискурса:

Наша литература движется к хаосу: упраздняются герои, сюжет, всё тонет в неразличимости. В это столь хаотическое время есть скромный жанр, который пытается сохранить классические достоинства, и этот жанр — детектив. Читаемый сегодня с чувством превосходства, он сохраняет порядок в эпоху беспорядка. Такая верность образцу достойна похвалы.— Х. Л. Борхес, 1978

### Послевоенный американский рассказ
Уникальность американской литературы в том, что на протяжении всего XX века её флагманы уделяли новеллистике не меньшее внимание, чем роману. В США быстро и основательно усвоили новый взгляд на короткую прозу, который был предложен Чеховым и Джойсом. Американским аналогом «Дублинцев» стал начатый в 1915 году цикл рассказов Ш. Андерсона про вымышленный городишко Уайнсбург. За ним потянулись и другие циклы рассказов в духе регионализма («Сойди, Моисей» Фолкнера, 1942; рассказы о Миранде из цикла К. Э. Портер «Падающая башня», 1944). Эти сочинения вновь заострили проблему циклизации короткой прозы, заставили критиков обратить внимание на гибридную форму «романа в рассказах» («Пнин» Набокова, 1955).
Другую сторону регионализма представляют рассказы о жизни той или иной диаспоры, на которых специализировались И. Башевис-Зингер, Б. Маламуд и У. Сароян. Последний, впрочем, выбрался за рамки армянской диаспоры и в обилии размещал в газетах для самой массовой аудитории забавные, подчас сентиментальные истории, часто с моралью; за многими из них проглядывается автобиографическая основа.
Э. Хэмингуэй («В наше время», 1925) и Дж. Д. Сэлинджер («Девять рассказов», 1953) — два автора, травмированные опытом мировых войн, — шли по чеховскому пути сжатия, экономии средств, предельного расширения возможностей подтекста. В классическом рассказе Сэлинджера «Хорошо ловится рыбка-бананка» (1948), написанном лёгким и поэтичным слогом, велико значение лукавой интонации: для выделения в реплике ключевого слова использован курсив.
Недоговорённость и иронический нюанс ценили в журнале «Нью-Йоркер». Постоянные авторы журнала (в первую очередь Дж. Чивер и Дж. Апдайк) запечатлели послевоенные будни среднего класса в пригородах Новой Англии, кризис американской семьи, стремящейся укрыться за давшим трещину фасадом «нормальности» и конформизма от духовной пустоты, вызванной, среди прочего, одержимостью потребительством. В 1948 году читателей «Нью-Йоркера» эпатировал ужасами провинциального конформизма «нео-готический» рассказ Ширли Джексон «Лотерея».
Дальнейшее развитие и сгущение этой парадигмы связано с именем другого отдалённого наследника Чехова и натуралистов — Раймонда Карвера (сборник «О чём мы говорим, когда говорим о любви», 1981). Его интересуют не пресыщенные потребительством жители пригородных особняков, а маленькие люди, которые вытеснены на обочину социума: уголовники, алкоголики, пролетарии. В очень коротких рассказах Карвер безжалостно фиксирует распад пресловутой «американской мечты».

### Модернизм и постмодернизм
В Европе новеллистика эпохи модернизма ознаменовалась поиском принципиально новых подходов к организации коротких повествований, как то:
- Сквозная метафоризация текста («Пещера» и «Мамай» Е. Замятина)[75], доходящая до буквальной реализации метафор («Маленький человек» Ф. Сологуба);
- Гротескная мифологизация обыденной действительности в духе фантастического абсурда («Забота главы семейства» Франца Кафки, «Коричные лавки» Бруно Шульца);
- Радикальные пространственные и временные смещения («Как строилась китайская стена» Кафки, «Квадратурин» С. Кржижановского, «Посещение музея» В. Набокова);
- Смешение реальности и сновидения до степени неразличимости («Сельский врач» Кафки, «Повесть-сновидение» А. Шницлера);
- Полный отказ от сюжета, растворение в дискретных «моментах бытия» (субъективизм В. Вулф, объективизм Добычина и Роб-Грийе, абсурдистские зарисовки Д. Хармса, бессюжетные отрывки Беккета).

По мере того, как однозначный, легко считываемый смысл вымывается из повествования, а относительность всего и вся становится аксиомой современного сознания, новелла преображается в площадку для игр между автором и читателем, где широко используются рекурсивные мотивы вплоть до «бездонных» рамочных структур («В кругу развалин» Х. Л. Борхеса, «Непрерывность парков» Х. Кортасара, «Набор» В. Набокова, «Ты и я» А. Терца).

В качестве матрицы постмодернистской прозы обычно приводят творчество Набокова (1899—1977) и Борхеса (1899—1986). Для первого из них свойственно «процеживание» новеллистического события через сито сознания ненадёжного рассказчика («Весна в Фиальте», «Соглядатай», «Сёстры Вэйн»); в рамках одного текста уживаются несколько несовместимых смысловых рядов («Terra Incognita», «Условные знаки»). Х. Кортасар часто вовлекает в пространство игры сразу несколько хронотопов, наводит мосты между различными системами пространственно-временных координат («Другое небо», «Ночью на спине, лицом кверху», «Все огни — огонь»). 
Для Борхеса новеллистическое событие — также лишь «исходный материал для метановеллистического манипулирования со сдвигами пространства-времени и сознания как героев, так и самого автора». Опираясь на принцип тотального аналогизирования, аргентинский новеллист в небольших по объёму и традиционных по форме (замаскированных под непритязательный детективный рассказ) текстах конструирует многоуровневые модели мироздания (сборник «Вымыслы», 1944).

## Современнаяновеллистика
В условиях постмодернизма в европейской литературе всё большее распространение получают гибридные, «смазанные» или фрагментарные полуновеллистические повествования. Новеллистический дискурс нередко маскируется под другие повествовательные форматы, например, фото («Слюни дьявола» Кортасара, 1959; «Моментальные снимки» Роб-Грийе, 1962) и видео («Шестидесятиминутный зум» Дж. Балларда, 1976; «Видео для взрослых» У. Бойда, 1999).
На волне протестного движения 1960-х постмодернизм стал проникать и в литературу США. Молодые новаторы (Д. Бартельм, Дж. Барт и другие) экспериментировали с деконструкцией мимесиса и выявлением условности литературных приёмов. В ход пошли металитературные игры, пародийные отсылки, нарезка и перетасовка фрагментов повествования (пастиш). К примеру, Д. Ф. Уоллес предпочитает громоздкие синтаксические конструкции и перенос значительной части содержания рассказа в раздел со сносками. Он видит в иронии и стёбе неистребимую основу современного сознания и в то же время его проклятие.
Позднее американская новеллистика вернулась к традиционной модели «ломтика жизни». Для обозначения художественной манеры Р. Карвера и его последователей (Тобиас Вулф, Ричард Форд) в начале 1980-х был изобретён термин «грязный реализм». В настоящее время на смену ему пришло более ёмкое понятие «минимализм», которое охватывает и женское поколение, взращённое в 1970-е годы университетскими семинарами по новеллистике: Элис Манро, Эми Хемпель, Луиза Эрдрих, Энни Пру. Заметное место в творчестве этих писательниц занимает тема гендера и квира («Горбатая гора» Пру, 1997).
В новейшей русской литературе с поисками Карвера созвучны беспросветные «жестокие романсы» Л. Петрушевской, изложенные в сказовой манере с многочисленными клише, повторами и солецизмами. Другой популярный автор, С. Довлатов, противопоставляет советскому мейнстриму безоценочный рассказ-эпизод на документальной основе, зачастую с налётом абсурдистского юмора. Отказ от описательных пассажей, обилие диалогов, сдержанный тон, скупость художественных приёмов у Довлатова — наследие американских новеллистов середины века, воспринятое сквозь призму переводов Райт-Ковалёвой.

## Восточноазиатская новелла
Китай является классической страной новеллы, которая развивалась здесь на основе постоянного взаимодействия литературы и фольклора с III до XIX век: в III—VI вв. были широко распространены мифологические былички, смешавшиеся с отрывками из исторической прозы и отчасти оформленные по её канонам (позднее, в XVI веке, их назвали термином «чжигуай сяошо», то есть рассказы о чудесах). Они были важнейшим источником классической художественной новеллы эпохи Тан и Сун (VIII—XIII вв.), так называемых «чуаньци», написанных на классическом литературном языке.

С эпохи Сун появляются сведения о народном сказе «хуабэнь» (букв. «основа рассказа»), широко использовавшем как наследие классических танских чуаньци, так и собственно фольклорные источники, демократизировавшем жанр новеллы и по языку, и по тематике. Хуабэнь постепенно перешли полностью из фольклора в литературу и достигли высшего развития в письменной форме («подражательные хуабэнь») в конце XVI—начале XVII века. В советской синологии их обычно называют повестями, что не совсем точно. Основной формой циклизации здесь во все времена оставался сборник. В сборниках хуабэнь два новеллистических сюжета часто объединяются вместе исходя из сходной темы. Эпоха расцвета хуабэнь была и эпохой зарождения китайского бытового романа («Цзинь Пин Мэй» и др.). 
С XI века появился ещё один важный жанровый термин — «бицзи». Бицзи подразумевает объединение сюжетной прозы (сяошо), в том числе «чжигуай» и «и-вэнь» («рассказы о чудесах», «услышанное об удивительном»), с бессюжетными заметками «цзашо» («разные суждения»). Формально к бицзи относится сборник «Ляо Чжай чжи и» Пу Сунлина (вторая половина XVII века), написанный изысканным и несколько искусственным литературным языком, но подводящий итог всей китайской новеллистической традиции, включая характерную для неё фантастику. Новелла Пу Сунлина — одна из вершин китайской литературы. Но и за Пу Сунлином следуют другие выдающиеся новеллисты и мастера прозаических миниатюр, например Цзы Юнь, Юань Мэй (XVIII век).
Многие китайские сказки (в том числе династии Тан) получили новую жизнь в Японии XVII—XIX веков, где были обработаны и — наряду с местными преданиями — обнародованы в ряде сборников (например, «Луна в тумане», 1771). Для западного читателя фабулистическое наследие Восточной Азии открыл Лафкадио Хирн, издавший в 1904 году сборник переводов «Кайдан».